# Endiandra kingiana
Endiandra kingiana är en lagerväxtart som beskrevs av James Sykes Gamble. Endiandra kingiana ingår i släktet Endiandra och familjen lagerväxter. Inga underarter finns listade i Catalogue of Life.